# Ceresium clarkei
Ceresium clarkei là một loài bọ cánh cứng trong họ Cerambycidae.